# 無學祖元
無學祖元（1226年—1286年9月22日），南宋臨濟宗僧侶，後東渡日本，為日本無學派（佛光派）的始祖。
1226年，出生在南宋的明州慶元府（今浙江省寧波市），俗姓許。1237年在杭州浄慈寺出家。約1240年左右，拜無準師範為師，後來繼承了他的衣缽。1262年，遷居東湖的白雲庵。
1275年，元軍入侵南宋，避難於溫州的能仁寺。元軍包圍寺院，要殺死無學。無學臨危不亂，作《臨刃偈》一首：「乾坤孤筇卓無地，喜得入空法亦空。珍重大元三尺劍，電光影裏斬春風。」元軍聽後，默然退去。
1278年，日本建長寺住持蘭溪道隆圓寂。應鎌倉時代執權北條時宗的邀請，無學東渡日本，擔任建長寺住持。時宗拜無學為師，自此之後，鎌倉武士紛紛接受佛教信仰。
1281年，元軍入侵日本，書「莫煩惱」三字贈予時宗，鼓勵他抵抗元軍。1282年，無學建立圆覺寺以超度抵抗元軍的戰死者，並成為該寺的開山祖師。
1286年圓寂於建長寺，諡號佛光國師。作有《佛光國師語錄》。
| 宋元明州东渡日本三高僧           |
| -------------------------------- |
| 无学祖元 \| 明极楚俊 \| 竺仙梵仙 |